# 地域組織

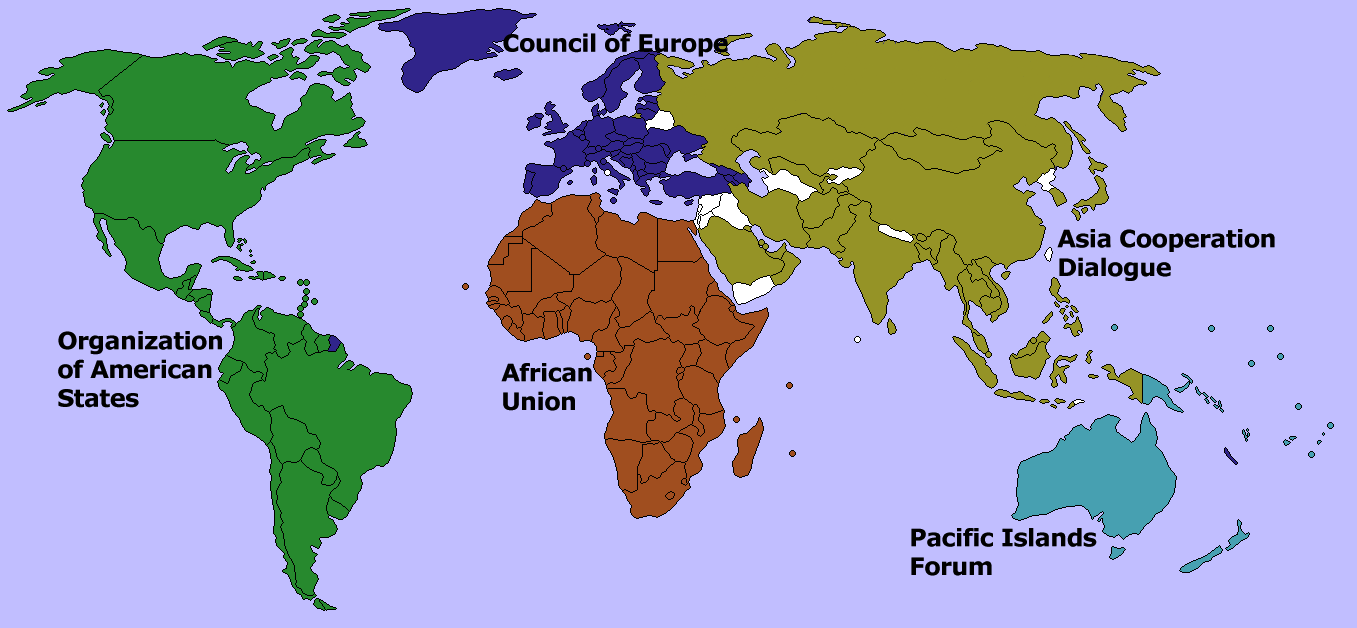
Organizations grouping almost all the countries in their respective continents. Note that Turkey is a member of both the Council of Europe (CoE) and the Asia Cooperation Dialogue (ACD). See also: international organization.

Several smaller regional organizations with non-overlapping memberships.

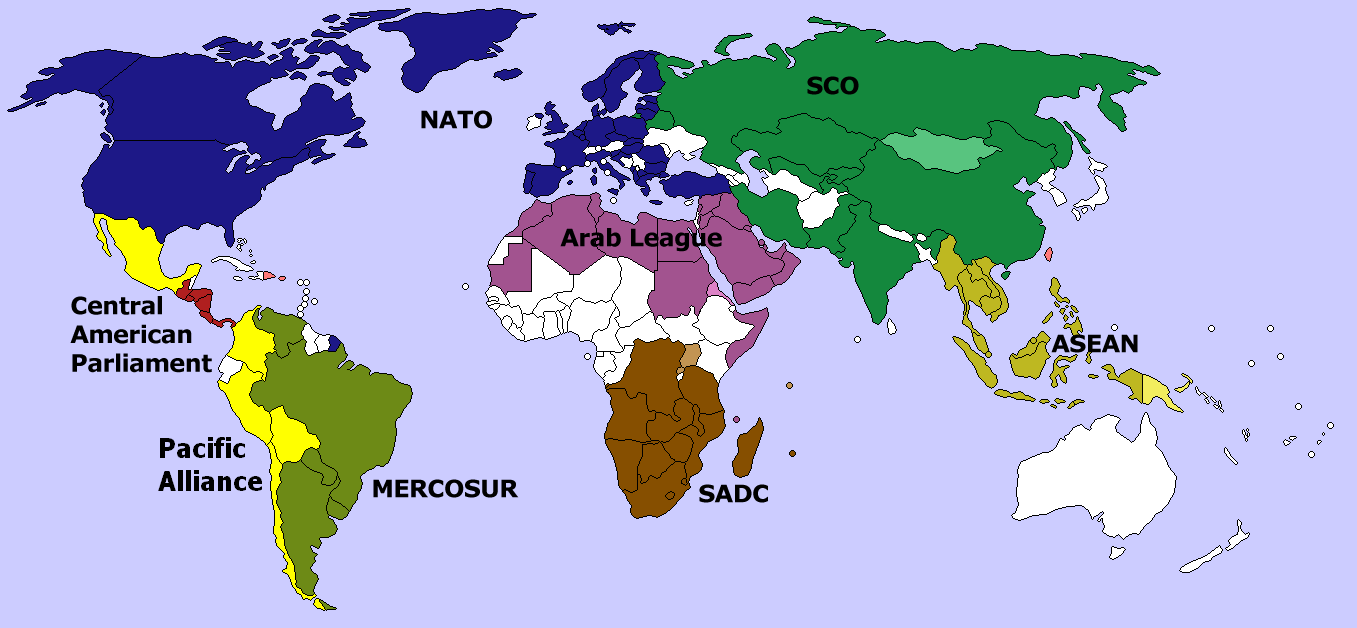
Several non-overlapping large alliances. Pastel colors indicate observer/associate or candidate countries.

地域組織（ちいきそしき、英: Regional organizations、略称: ROs）は、国際的なメンバー（国家）を有し、国家間を超えた地政学的な団体の要素を内包する組織を指す。ある意味では、国際組織（International organizations、IO）とも言える。
ただし、そのメンバーとなる国家は、「大陸」のような明確で唯一的な地理や、「経済圏」のような地政学といった独特の境界線や区分を特徴とする。このような組織は、地理的・地政学的に限定された境界線内にある国家や団体間の協力や政治的調整・経済統合、対話を促進するために設立される。第二次世界大戦後に培われた共通の発展パターンや歴史、グローバリゼーションに伴う多様化を反映しているため、その制度的特徴は緩やかな協力から正式な地域統合までさまざまなものが存在する。
ほとんどの地域組織は、国連などの確立された多国間組織とともに活動する傾向がある。多くの場合、地域組織は単に「国際機関」と呼ばれるが、一方で、そのメンバーとなる国家の範囲が特定のメンバーに限定されている様子をより強調して「地域組織」という言葉を使うことが理にかなっている場合も多々ある。

## 主な地域組織
- アフリカ連合（AU）
- 東南アジア諸国連合（ASEAN）
- アラブ連盟（AL）
- カリブ共同体（CARICOM）
- 欧州評議会（CoE）
- ユーラシア経済連合（EAEU）
- 欧州連合（EU）
- 南アジア地域協力連合（SAARC）
- 上海協力機構（SCO）
- アジア・アフリカ法律諮問委員会（AALCO）
- 地中海連合（UfM）
- 南米諸国連合（USAN）